# Steve Elkington
Steve Elkington (* 8. Dezember 1962 in Inverell, Australien) ist ein australischer Profigolfer der Champions Tour und gehört zum Kreis der Major Sieger.
Elkington gewann sein einziges Major 1995 bei der PGA Championship im Riviera Country Club, als er im Stechen gegen Colin Montgomerie einen 8 Meter Putt zum Sieg bringenden Birdie einlochte. Insgesamt gewann er zehn Turniere auf der PGA TOUR, darunter auch zweimal die höchstdotierte Players Championship in den Jahren 1991 und 1997.
Elkington leidet stark unter verschiedenen Allergien und hat sich einigen Nebenhöhlen-Operationen unterziehen müssen. Diese Probleme beeinflussen einen geregelten Fortgang seiner Profikarriere.
Trotzdem konnte er mit einem zweiten Platz bei der PGA Championship 2005, hinter dem Sieger Phil Mickelson, wieder unter die Top 50 der Golfweltrangliste vorstoßen, die zur Teilnahme an den höchstdotierten Turnieren berechtigen. In der Saison 2006 konnte Elkington diese Platzierung nicht mehr halten und 2007 rutschte er aus den Top 100. Seit 2013 ist er auf der Champions Tour spielberechtigt.
Elkington spielte im Internationalen Team für den Presidents Cup in den Jahren 1994–2000.
Er ist verheiratet mit seiner Frau Lisa und hat eine Tochter und einen Sohn. Er lebt abwechselnd in Houston, Texas und in Sydney, Australien.

## PGA Tour Siege
- 1990 (1) KMart Greater Greensboro Open
- 1991 (1) The PLAYERS Championship
- 1992 (1) Infiniti Tournament of Champions
- 1994 (1) Buick Southern Open
- 1995 (2) Mercedes Championships,  PGA Championship
- 1997 (2) Doral-Ryder Open,  The PLAYERS Championship
- 1998 (1) Buick Challenge
- 1999 (1) Doral-Ryder Open

Major Championship fett.

## Andere Turniersiege
- 1992 Australian Open (PGA Tour of Australasia)
- 1993 Fred Meyer Challenge (mit Tom Purtzer), Franklin Templeton Shootout (mit Raymond Floyd)
- 1995 Franklin Templeton Shootout (mit Mark Calcavecchia)
- 1996 Honda Invitational (Asian Tour)
- 1997 Diners Club Matches (mit Jeff Maggert)
- 1998 Franklin Templeton Shootout (mit Greg Norman)

## Teilnahmen an Mannschaftsbewerben
- Presidents Cup (Internationales Team): 1994, 1996, 1998 (Sieger), 2000
- World Cup (für Australien): 1994
- Dunhill Cup (für Australien): 1994, 1995, 1996, 1997

## Resultate bei Major Championships
| Tournament            | 1988 | 1989 |
| --------------------- | ---- | ---- |
| The Masters           | DNP  | DNP  |
| US Open               | DNP  | T21  |
| The Open Championship | DNP  | DNP  |
| PGA Championship      | T31  | T41  |

| Tournament            | 1990 | 1991 | 1992 | 1993 | 1994 | 1995 | 1996 | 1997 | 1998 | 1999 |
| --------------------- | ---- | ---- | ---- | ---- | ---- | ---- | ---- | ---- | ---- | ---- |
| The Masters           | DNP  | T22  | T37  | T3   | CUT  | T5   | CUT  | T12  | 30   | T11  |
| US Open               | T21  | T55  | CUT  | T33  | DNP  | T36  | T40  | T24  | CUT  | T51  |
| The Open Championship | CUT  | T44  | T34  | T48  | T67  | T6   | CUT  | CUT  | WD   | CUT  |
| PGA Championship      | CUT  | T32  | T18  | T14  | T7   | 1    | T3   | T45  | 3    | DNP  |

| Tournament            | 2000 | 2001 | 2002 | 2003 | 2004 | 2005 | 2006 | 2007 | 2008 | 2009 |
| --------------------- | ---- | ---- | ---- | ---- | ---- | ---- | ---- | ---- | ---- | ---- |
| The Masters           | T52  | DNP  | DNP  | CUT  | DNP  | DNP  | DNP  | DNP  | DNP  | DNP  |
| US Open               | DNP  | DNP  | DNP  | DNP  | DNP  | T33  | DNP  | CUT  | DNP  | DNP  |
| The Open Championship | T60  | CUT  | T2   | WD   | DNP  | DNP  | CUT  | DNP  | DNP  | DNP  |
| PGA Championship      | DNP  | WD   | T48  | DNP  | DNP  | T2   | DNP  | CUT  | T39  | CUT  |

| Tournament            | 2010 | 2011 |
| --------------------- | ---- | ---- |
| The Masters           | DNP  | DNP  |
| US Open               | DNP  | DNP  |
| The Open Championship | DNP  | DNP  |
| PGA Championship      | T5   | CUT  |

DNP = nicht teilgenommen

CUT = Cut nicht geschafft

„T“ geteilte Platzierung

Grüner Hintergrund für Siege

Gelber Hintergrund für Top 10